# Raión de Novoarjángelsk
El raión de Novoarjángelsk (en ucraniano: Новоархангельський район) es un raión o distrito de Ucrania en el óblast de Kirovogrado. 
Comprende una superficie de 1206 km².
La capital es la ciudad de Novoarjángelsk.

## Demografía
Según estimación 2010 contaba con una población total de 31500 habitantes.

## Otros datos
El código KOATUU es 3523600000. El código postal 26100 y el prefijo telefónico +380 5255.